# Bengt Gustafsson (politiker)
Bengt Gunnar Gustafsson, född 29 oktober 1960 i Solberga församling i Göteborgs och Bohus län, är en svensk före detta politiker (moderat). Han fick sitt första uppdrag i kommunalpolitiken i Kungälvs kommun 1984 och var ordinarie ledamot av kommunstyrelsen 1991–1994. Från 1996 var han ordförande i kommunrevisionen för att 2003 till 2008 vara moderat kommunalråd.
Gustafsson tog 2004 initiativet till "Allians Kungälv", som redan tidigt i oppositionsställning hade en gemensam politisk plattform och gemensam marknadsföring. Kommunvalet 2006 gav för första gången de samverkande borgerliga partierna egen majoritet i Kungälvs kommun. Bengt Gustafsson avgick från kommunalrådsposten för att återvända till näringslivet 2008.
Bengt Gustafsson var också ordförande i styrgruppen för arbetsmarknadsfrågor i Göteborgsregionens kommunalförbund 2007–2010, som tog initiativet till en "kommungemensam plattform för nyanlända" i göteborgsregionens 13 kommuner. Syftet med plattformen är att organisera göteborgsregionens gemensamma resurser på ett sätt som förbättrar nyanländas möjligheter att integreras i samhället och försörja sig själva.
Gustafsson var under många år på 1980- och 1990-talen ledamot i Moderaternas förbundsstyrelse i Bohuslän, bland annat som redaktör för medlemstidningar, debattartiklar och politiska plattformar.

## Företrädare som kommunalråd
- Lena Facht (M) 1988–2002
- Ing-Britt Nygren (M) 1981–1987

## Efterträdare som kommunalråd
- Anders Holmensköld (M) 2008–